# Marco Castellani
Marco Castellani (Roma, 16 novembre 1981) è un cantante e paroliere italiano.

## Lavori

### Direzione musicale ed adattamento testi delle canzoni

#### Film
- Little Miss Dolittle (2018)

#### Serie TV
- Il meraviglioso laboratorio di Emily (2020)
- Blippi’s Treehouse (2021)

#### Cartoni animati
- Nature Cat (serie animata) (2015)
- Bunsen è una bestia (2017)
- Nerds and monsters (2017)
- L'ape Maia (serie animata 2012) (da stagione 2) (2018)
- Paprika (serie animata) (2018)
- Dot (serie animata) (2018)
- Ernest e Rebecca (2019)
- Talking Tom heroes (2019)
- Mini Beat Power Rockers (2020)
- Dog e Pony (2020)
- Deer Squad (2020)
- He-Man and the Masters of the Universe (2021)
- The Creature Cases (2022)
- Samurai Rabbit: Le Avventure di Usagi (2022)
- Lui è Pony (2022)

### Sigle musicali come cantante

#### Cartoni animati
- Bunsen è una bestia (2017)
- Nerds and monsters (2017)
- Talking Tom heroes (2019)
- Deer Squad (2020)
- He-Man and the Masters of the Universe (2021)

### Televisione

#### Serie TV
- Il meraviglioso laboratorio di Emily (2020)

### Collaborazioni
- The Darkness - Last of Our Kind (Cori nel brano “Last of Our Kind”) (2015)

## Doppiaggio

### Televisione

#### Serie TV
- Naftalina su Falling Skies (2016)
- Il meraviglioso laboratorio di Emily (parti cantate) (2020)

#### Cartoni animati
- Mini Beat Power Rockers (parti cantate) (2020)
- Olaf (voce cantata) in Kaeloo
- The Creature Cases (parti cantate) (2022)
- Samurai Rabbit: Le Avventure di Usagi (parti cantate) (2022)

### Cinema

#### Animazione
- Bedford (parte cantata) in L'ape Maia - Le Olimpiadi di miele